# Listă de nume românești - litera M
Această pagină, supusă continuu îmbunătățirii, conține peste 3300 de nume de familie românești care încep cu litera M.
| Ma - Mabirescu (wikt) - Mac (wikt) - Maca (wikt) - Macafei (wikt) - Macafi (wikt) - Macahon (wikt) - Macaleț (wikt) - Macaleți (wikt) - Macamete (wikt) - Macarei (wikt) - Macarencu (wikt) - Macarescu (wikt) - Macari (wikt) - Macaria (wikt) - Macarie (wikt) - Macarin (wikt) - Macariu (wikt) - Macarof (wikt) - Macău (wikt) - Macavei (wikt) - Macaveiu (wikt) - Macavencu (wikt) - Macea (wikt) - Macedolean (wikt) - Macedolian (wikt) - Macedoneanu (wikt) - Mache (wikt) - Machedon (wikt) - Machiar (wikt) - Machidon (wikt) - Maci (wikt) - Macici (wikt) - Macina (wikt) - Maciopol (wikt) - Maciornița (wikt) - Maciuc (wikt) - Maciulschi (wikt) - Maclea (wikt) - Macoi (wikt) - Macoș (wikt) - Macoveanu (wikt) - Macoveciuc (wikt) - Macovei (wikt) - Macoveiciuc (wikt) - Macoveiu (wikt) - Macoveniu (wikt) - Macovescu (wikt) - Macovici (wikt) - Macoviciuc (wikt) - Macovschi (wikt) - Macra (wikt) - Macrea (wikt) - Macrescu (wikt) - Macri (wikt) - Macrinici (wikt) - Macșai (wikt) - Macsen (wikt) - Macsim (wikt) - Macsin (wikt) - Macuc (wikt) - Macudă (wikt) - Macula (wikt) - Mada (wikt) - Madan (wikt) - Madar (wikt) - Madău (wikt) - Madgearu (wikt) - Madia (wikt) - Madincea (wikt) - Madlea (wikt) - Madonici (wikt) - Madoșa (wikt) - Madrila (wikt) - Maer (wikt) - Maerescu (wikt) - Maeșean (wikt) - Maftea (wikt) - Mafteciuc (wikt) - Maftei (wikt) - Mafteian (wikt) - Mafteiu (wikt) - Maftenie (wikt) - Mafteucă (wikt) - Maftian (wikt) - Mag (wikt) - Maga (wikt) - Magâlea (wikt) - Magaon (wikt) - Magargiu (wikt) - Magazin (wikt) - Magda (wikt) - Magdalena (wikt) - Magdalina (wikt) - Magdaș (wikt) - Magdău (wikt) - Magdaz (wikt) - Magdici (wikt) - Magdin (wikt) - Magdun (wikt) - Mageanu (wikt) - Magearu (wikt) - Magereanu (wikt) - Mageriu (wikt) - Maghar (wikt) - Maghear (wikt) - Maghera (wikt) - Magheran (wikt) - Maghercă (wikt) - Magheri (wikt) - Magheru (wikt) - Magheț (wikt) - Maghețiu (wikt) - Maghiar (wikt) - Maghiari (wikt) - Maghiaru (wikt) - Maghieru (wikt) - Maghiloiu (wikt) - Maghiori (wikt) - Maghioroș (wikt) - Maghirescu (wikt) - Magier (wikt) - Magina (wikt) - Magiru (wikt) - Magiu (wikt) - Maglaș (wikt) - Maglaviceanu (wikt) - Maglele (wikt) - Magnerca (wikt) - Magoci (wikt) - Magodă (wikt) - Magold (wikt) - Magon (wikt) - Magopăț (wikt) - Magorca (wikt) - Magoș (wikt) - Magoșin (wikt) - Magraon (wikt) - Magu (wikt) - Magurean (wikt) - Mahalagiu (wikt) - Mahalu (wikt) - Maholea (wikt) - Mahonea (wikt) - Mahoniș (wikt) - Mahu (wikt) - Mahulea (wikt) - Mai (wikt) - Maica (wikt) - Maidac (wikt) - Maidan (wikt) - Maidaniuc (wikt) - Maidanuc (wikt) - Maier (wikt) - Maierescu (wikt) - Maierul (wikt) - Mailat (wikt) - Mailescu (wikt) - Maimaduc (wikt) - Mainerici (wikt) - Maior (wikt) - Maioreanu (wikt) - Maiorenescu (wikt) - Maiorescu (wikt) - Maioru (wikt) - Maiovschi (wikt) - Maiș (wikt) - Maistor (wikt) - Maistorovici (wikt) - Maistru (wikt) - Maiuru (wikt) - Maizac (wikt) - Maja (wikt) - Majaru (wikt) - Majearu (wikt) - Majon (wikt) - Major (wikt) - Majoru (wikt) - Majuru (wikt) - Mal (wikt) - Malac (wikt) - Malachi (wikt) - Malacoș (wikt) - Malacu (wikt) - Maladin (wikt) - Maladoi (wikt) - Malanca (wikt) - Malancă (wikt) - Malancea (wikt) - Malanciuc (wikt) - Malașincă (wikt) - Malașincu (wikt) - Malău (wikt) - Malaxa (wikt) - Malcea (wikt) - Malciolu (wikt) - Malciu (wikt) - Malcocea (wikt) - Malcoci (wikt) - Malcocian (wikt) - Malcociu (wikt) - Malcovici (wikt) - Male (wikt) - Malea (wikt) - Malenovschi (wikt) - Maler (wikt) - Maleș (wikt) - Maletici (wikt) - Mali (wikt) - Malianca (wikt) - Maliga (wikt) - Malihen (wikt) - Malihin (wikt) - Malîia (wikt) - Malina (wikt) - Malinca (wikt) - Malinchi (wikt) - Malinetescu (wikt) - Malinovschi (wikt) - Maliș (wikt) - Malița (wikt) - Malmare (wikt) - Malnași (wikt) - Maloș (wikt) - Malschi (wikt) - Maltezu (wikt) - Maluș (wikt) - Mamacia (wikt) - Mamalaucă (wikt) - Mamali (wikt) - Mamina (wikt) - Mamorniceanu (wikt) - Mamotă (wikt) - Mamulea (wikt) - Man (wikt) - Manac (wikt) - Manache (wikt) - Manafu (wikt) - Manari (wikt) - Manase (wikt) - Manasescu (wikt) - Manasia (wikt) - Manațe (wikt) - Manație (wikt) - Manca (wikt) - Mancăș (wikt) - Mance (wikt) - Mancea (wikt) - Manchevici (wikt) - Manci (wikt) - Mancia (wikt) - Manciu (wikt) - Manciuc (wikt) - Manciulea (wikt) - Mand (wikt) - Manda (wikt) - Mandache (wikt) - Mandachi (wikt) - Mandai (wikt) - Mandalac (wikt) - Mandale (wikt) - Mandaș (wikt) - Mandea (wikt) - Mandeal (wikt) - Mandeș (wikt) - Mandescu (wikt) - Mandeși (wikt) - Mandia (wikt) - Mandici (wikt) - Mandiuc (wikt) - Mandolian (wikt) - Mandoni (wikt) - Mandragiu (wikt) - Mane (wikt) - Manea (wikt) - Maneac (wikt) - Manega (wikt) - Mang (wikt) - Mangă (wikt) - Mangalagiu (wikt) - Mangalea (wikt) - Mangalia (wikt) - Mangârea (wikt) - Mangaru (wikt) - Mangată (wikt) - Mangău (wikt) - Mangea (wikt) - Mangear (wikt) - Manghiuc (wikt) - Mangîr (wikt) - Mangiu (wikt) - Mangiuca (wikt) - Mangiulea (wikt) - Mangiurea (wikt) - Mangoș (wikt) - Mangra (wikt) - Mangu (wikt) - Manguță (wikt) - Mani (wikt) - Mania (wikt) - Maniac (wikt) - Manicea (wikt) - Manilă (wikt) - Maniță (wikt) - Manițiu (wikt) - Maniu (wikt) - Manofu (wikt) - Manoilă (wikt) - Manoilescu (wikt) - Manolache (wikt) - Manolachi (wikt) - Manolăchioaia (wikt) - Manolaghi (wikt) - Manole (wikt) - Manolea (wikt) - Manoleasa (wikt) - Manolei (wikt) - Manolescu (wikt) - Manolesei (wikt) - Manoli (wikt) - Manoliasa (wikt) - Manolică (wikt) - Manoliță (wikt) - Manoliu (wikt) - Manoloi (wikt) - Manoloiu (wikt) - Manolovici (wikt) - Manovici (wikt) - Manta (wikt) - Manța (wikt) - Mantale (wikt) - Mantalea (wikt) - Mantan (wikt) - Mantaroșie (wikt) - Mantea (wikt) - Mantei (wikt) - Mantia (wikt) - Mantilici (wikt) - Manțoc (wikt) - Manțog (wikt) - Manțu (wikt) - Manu (wikt) - Manuc (wikt) - Manulea (wikt) - Manzur (wikt) - Maor (wikt) - Mara (wikt) - Mară (wikt) - Maraciuc (wikt) - Maracu (wikt) - Maradale (wikt) - Marai (wikt) - Marancea (wikt) - Maranda (wikt) - Marande (wikt) - Marangoci (wikt) - Marariu (wikt) - Mararu (wikt) - Maraș (wikt) - Maravei (wikt) - Maravela (wikt) - Marazan (wikt) - Marazliu (wikt) - Marc (wikt) - Marcă (wikt) - Marcaș (wikt) - Marcea (wikt) - Marcel (wikt) - Marchedan (wikt) - Marchedon (wikt) - Marchescu (wikt) - Marchi (wikt) - Marchian (wikt) - Marchidan (wikt) - Marchidănescu (wikt) - Marchiș (wikt) - Marchitan (wikt) - Marchițanu (wikt) - Marcinescu (wikt) - Marciu (wikt) - Marciuc (wikt) - Marciulescu (wikt) - Marcoane (wikt) - Marcoci (wikt) - Marcon (wikt) - Marconescu (wikt) - Marcoș (wikt) - Marcoșanu (wikt) - Marcovescu (wikt) - Marcovici (wikt) - Marcovschi (wikt) - Marcu (wikt) - Marcus (wikt) - Mardache (wikt) - Mardale (wikt) - Mardaloescu (wikt) - Mardan (wikt) - Mardar (wikt) - Mardare (wikt) - Mardari (wikt) - Mardarie (wikt) - Mardiniuc (wikt) - Mardiroș (wikt) - Mare (wikt) - Marea (wikt) - Marean (wikt) - Marec (wikt) - Marele (wikt) - Marembaș (wikt) - Mareniuc (wikt) - Mareș (wikt) - Mareșanu (wikt) - Mareși (wikt) - Mareșu (wikt) - Marf (wikt) - Marfievici (wikt) - Marfiuc (wikt) - Marga (wikt) - Margă (wikt) - Margala (wikt) - Margalina (wikt) - Marganovici (wikt) - Margareci (wikt) - Margareta (wikt) - Margarii (wikt) - Margasoiu (wikt) - Margău (wikt) - Marghedon (wikt) - Margheoalei (wikt) - Marghidanu (wikt) - Marghiloman (wikt) - Marghioala (wikt) - Marghiol (wikt) - Marghiolu (wikt) - Marghit (wikt) - Marghiță (wikt) - Marghițoiu (wikt) - Margin (wikt) - Margina (wikt) - Margină (wikt) - Margine (wikt) - Marginea (wikt) - Margitaș (wikt) - Margitha (wikt) - Marhan (wikt) - Mari (wikt) - Maria (wikt) - Marian (wikt) - Mariana (wikt) - Marianciuc (wikt) - Mariaș (wikt) - Mariașiu (wikt) - Marica (wikt) - Marican (wikt) - Maricaș (wikt) - Maricescu (wikt) - Marichi (wikt) - Marichici (wikt) - Marici (wikt) - Mariciuc (wikt) - Maricuț (wikt) - Maricuța (wikt) - Marie (wikt) - Mariea (wikt) - Mariean (wikt) - Mariei (wikt) - Marieșan (wikt) - Mariescu (wikt) - Marilă (wikt) - Marilena (wikt) - Marilescu (wikt) - Marin (wikt) - Marina (wikt) - Marinache (wikt) - Marinaș (wikt) - Marinău (wikt) - Marinca (wikt) - Marincaș (wikt) - Marincat (wikt) - Marincău (wikt) - Marincea (wikt) - Marincei (wikt) - Marincel (wikt) - Marincesc (wikt) - Marincescu (wikt) - Marinciu (wikt) - Marincu (wikt) - Marineac (wikt) - Marineanu (wikt) - Marineasa (wikt) - Marineață (wikt) - Marineci (wikt) - Marinel (wikt) - Marinescu (wikt) - Marinete (wikt) - Maringu (wikt) - Marinică (wikt) - Mariniță (wikt) - Mariniuc (wikt) - Marinoae (wikt) - Marinoaica (wikt) - Marinof (wikt) - Marinoiu (wikt) - Marinovici (wikt) - Marinschi (wikt) - Marinuc (wikt) - Marioara (wikt) - Marionoaea (wikt) - Marioțeanu (wikt) - Mariș (wikt) - Marișca (wikt) - Marișcaș (wikt) - Marișescu (wikt) - Mariseu (wikt) - Mariț (wikt) - Marița (wikt) - Marițanu (wikt) - Marițescu (wikt) - Mariția (wikt) - Mariușu (wikt) - Marmandiu (wikt) - Marnea (wikt) - Marocico (wikt) - Maroga (wikt) - Marogel (wikt) - Maroleanu (wikt) - Maromet (wikt) - Maromete (wikt) - Maroș (wikt) - Maroșan (wikt) - Maroschin (wikt) - Maroși (wikt) - Maroti (wikt) - Marotineanu (wikt) - Marotinescu (wikt) - Marșalic (wikt) - Marșavela (wikt) - Marsavina (wikt) - Marșeu (wikt) - Marșolea (wikt) - Mart (wikt) - Marta (wikt) - Martac (wikt) - Marțafoiu (wikt) - Martalog (wikt) - Martalogu (wikt) - Martău (wikt) - Marte (wikt) - Marțencu (wikt) - Marți (wikt) - Marțian (wikt) - Martie (wikt) - Marțîn (wikt) - Martina (wikt) - Martinaș (wikt) - Martineac (wikt) - Martineanu (wikt) - Martinescu (wikt) - Martiniuc (wikt) - Martinoiu (wikt) - Martinovici (wikt) - Martinu (wikt) - Martinuț (wikt) - Martiș (wikt) - Marțiș (wikt) - Martișă (wikt) - Martișca (wikt) - Martocian (wikt) - Marțolea (wikt) - Martoncă (wikt) - Martonoș (wikt) - Martonoși (wikt) - Martoș (wikt) - Marțuneac (wikt) - Marușca (wikt) - Marușcă (wikt) - Marușka (wikt) - Mârzăvan (wikt) - Masac (wikt) - Mașala (wikt) - Mașală (wikt) - Masarie (wikt) - Mașcaș (wikt) - Mașcovescu (wikt) - Mașcovici (wikt) - Mastan (wikt) - Mastei (wikt) - Mastragociu (wikt) - Mastu (wikt) - Matac (wikt) - Matacă (wikt) - Matache (wikt) - Matahală (wikt) - Matală (wikt) - Mataragiu (wikt) - Matarangă (wikt) - Matcaș (wikt) - Matcașu (wikt) - Matcovschi (wikt) - Mațea (wikt) - Mateaș (wikt) - Matecaș (wikt) - Mateche (wikt) - Mateciuc (wikt) - Mațedolean (wikt) - Mațedonean (wikt) - Matee (wikt) - Mateeași (wikt) - Mateeș (wikt) - Mateescu (wikt) - Matei (wikt) - Mateia (wikt) - Mateian (wikt) - Mateiana (wikt) - Mateianu (wikt) - Mateiaș (wikt) - Mateiași (wikt) - Mateiașu (wikt) - Mateica (wikt) - Mateică (wikt) - Mateiciuc (wikt) - Mateieș (wikt) - Mateiescu (wikt) - Mateiovici (wikt) - Mateiș (wikt) - Mateișescu (wikt) - Mateiță (wikt) - Mateiu (wikt) - Mateiuc (wikt) - Mateizel (wikt) - Matenciuc (wikt) - Mateoc (wikt) - Mateoiu (wikt) - Mateovici (wikt) - Mațepiuc (wikt) - Mateș (wikt) - Mateșan (wikt) - Mateșescu (wikt) - Mateșică (wikt) - Mateșiu (wikt) - Mateșoni (wikt) - Mateteovici (wikt) - Matetovici (wikt) - Mateucă (wikt) - Mateuț (wikt) - Mateuță (wikt) - Mathe (wikt) - Mati (wikt) - Matia (wikt) - Matianu (wikt) - Matiaș (wikt) - Matic (wikt) - Matica (wikt) - Matichescu (wikt) - Maticiuc (wikt) - Matie (wikt) - Matieș (wikt) - Matieșan (wikt) - Matiescu (wikt) - Matieșescu (wikt) - Matifălean (wikt) - Matiloi (wikt) - Matinca (wikt) - Matioc (wikt) - Matiș (wikt) - Matiu (wikt) - Matiuță (wikt) - Matiuți (wikt) - Matlac (wikt) - Mațoschi (wikt) - Mațotă (wikt) - Matrache (wikt) - Matrici (wikt) - Matrojescu (wikt) - Matroz (wikt) - Mattiș (wikt) - Matula (wikt) - Matulea (wikt) - Mavrea (wikt) - Mavriche (wikt) - Mavrichi (wikt) - Mavrichie (wikt) - Mavrig (wikt) - Mavriș (wikt) - Mavrodin (wikt) - Mavroean (wikt) - Mavroghene (wikt) - Mavrogheni (wikt) - Mavroian (wikt) - Mavropol (wikt) - Mavroș (wikt) - Mavru (wikt) - Maxa (wikt) - Maxer (wikt) - Maxian (wikt) - Maxim (wikt) - Maximciuc (wikt) - Maximeasa (wikt) - Maximilian (wikt) - Maximiuc (wikt) - Maximoaiei (wikt) - Maxîn (wikt) - Maxinese (wikt) - Maxinoaea (wikt) - Maxinoaei (wikt) - Maxinoiu (wikt) - Mazălu (wikt) - Mazâlu (wikt) - Mazăre (wikt) - Mazarini (wikt) - Mazera (wikt) - Mazere (wikt) - Mazilescu (wikt) - Mazilița (wikt) - Maziliu (wikt) - Mazilu (wikt) - Mazîlu (wikt) - Maziu (wikt) - Mazur (wikt) - Mazuru (wikt) | Mă - Măcăciui (wikt) - Măcăieț (wikt) - Măcălău (wikt) - Măcăneață (wikt) - Măcărel (wikt) - Măcărescu (wikt) - Măcârneanu (wikt) - Măcău (wikt) - Măcean (wikt) - Măceanu (wikt) - Măceașă (wikt) - Măcelariu (wikt) - Măcelaru (wikt) - Măceluică (wikt) - Măceșanu (wikt) - Măcescu (wikt) - Măceșeanu (wikt) - Măchiș (wikt) - Măchiță (wikt) - Măchițescu (wikt) - Măciac (wikt) - Măcian (wikt) - Măcican (wikt) - Măcicaș (wikt) - Măcicășan (wikt) - Măcincă (wikt) - Măcineanu (wikt) - Măcinic (wikt) - Măcinică (wikt) - Măcinoi (wikt) - Măcinoiu (wikt) - Măcioacă (wikt) - Măciucă (wikt) - Măciuceanu (wikt) - Măcoi (wikt) - Măcreanu (wikt) - Măcrescu (wikt) - Măcrineanu (wikt) - Măcrinoiu (wikt) - Măcriș (wikt) - Măcsineanu (wikt) - Măcsinescu (wikt) - Măcșuț (wikt) - Mădăianu (wikt) - Mădălan (wikt) - Mădăra (wikt) - Mădăraș (wikt) - Mădărășan (wikt) - Mădărașu (wikt) - Mădârjac (wikt) - Mădaș (wikt) - Mădașu (wikt) - Mădescu (wikt) - Mădroane (wikt) - Mădru (wikt) - Mădularea (wikt) - Mădulărea (wikt) - Mădulărescu (wikt) - Mădularu (wikt) - Măduța (wikt) - Măduță (wikt) - Măeraș (wikt) - Măerean (wikt) - Măetec (wikt) - Măgădan (wikt) - Măgală (wikt) - Măgălie (wikt) - Măgănean (wikt) - Măgăneanu (wikt) - Măgăran (wikt) - Măgăraș (wikt) - Măgărea (wikt) - Măgăreață (wikt) - Măgărin (wikt) - Măgăriță (wikt) - Măgăț (wikt) - Măgdălinoiu (wikt) - Măgdaș (wikt) - Măgduț (wikt) - Măgerușan (wikt) - Măgheran (wikt) - Măgherescu (wikt) - Măgherușan (wikt) - Măghiran (wikt) - Măgîlea (wikt) - Măgirescu (wikt) - Măglașu (wikt) - Măgulean (wikt) - Măguleanu (wikt) - Măgură (wikt) - Măguran (wikt) - Măgurean (wikt) - Măgureanu (wikt) - Măgurele (wikt) - Măgurianu (wikt) - Măguț (wikt) - Măhăcean (wikt) - Măhălache (wikt) - Măhălean (wikt) - Măhăleanu (wikt) - Măhălianu (wikt) - Măhăra (wikt) - Măhărea (wikt) - Măhuleț (wikt) - Măianu (wikt) - Măican (wikt) - Măicăneanu (wikt) - Măicariu (wikt) - Măicaru (wikt) - Măiceanu (wikt) - Măieran (wikt) - Măierean (wikt) - Măiereanu (wikt) - Măieruțiu (wikt) - Măieț (wikt) - Măilătoiu (wikt) - Măilățoiu (wikt) - Măirean (wikt) - Măiță (wikt) - Măjeri (wikt) - Mălăcescu (wikt) - Mălăeanu (wikt) - Mălăel (wikt) - Mălăele (wikt) - Mălăelea (wikt) - Mălăeru (wikt) - Mălăeș (wikt) - Mălăescu (wikt) - Mălăeștean (wikt) - Mălăeț (wikt) - Mălai-Mare (wikt) - Mălaia (wikt) - Mălâia (wikt) - Mălăianu (wikt) - Mălăiaș (wikt) - Mălăiași (wikt) - Mălăieș (wikt) - Mălăiescu (wikt) - Mălăieșiu (wikt) - Mălaimare (wikt) - Mălăin (wikt) - Mălairău (wikt) - Mălăițu (wikt) - Mălaiu (wikt) - Mălan (wikt) - Mălâncaș (wikt) - Mălăncioiu (wikt) - Mălăncrăvean (wikt) - Mălăncuș (wikt) - Mălășincu (wikt) - Mălâu (wikt) - Mălăuț (wikt) - Mălăuțe (wikt) - Mălăuți (wikt) - Mălcică (wikt) - Măldăeanu (wikt) - Măldăianu (wikt) - Măldan (wikt) - Măldărășanu (wikt) - Măldărăscu (wikt) - Măldăreanu (wikt) - Măldărescu (wikt) - Măleanu (wikt) - Mălescu (wikt) - Mălin (wikt) - Mălinaș (wikt) - Mălineanu (wikt) - Mălinescu (wikt) - Mălinetescu (wikt) - Mălinici (wikt) - Mălinoiu (wikt) - Mălișcă (wikt) - Măltezeanu (wikt) - Măltezianu (wikt) - Mălureanu (wikt) - Mălușanu (wikt) - Măluțan (wikt) - Măluțescu (wikt) - Mămăilă (wikt) - Mămălăucă (wikt) - Mămăligă (wikt) - Mămăligan (wikt) - Mămăligeanu (wikt) - Mămăligoi (wikt) - Mămară (wikt) - Mămularu (wikt) - Mămulea (wikt) - Mămuleanu (wikt) - Mănac (wikt) - Mănăilă (wikt) - Mănăilescu (wikt) - Mănărăzan (wikt) - Mănășescu (wikt) - Mănăstire (wikt) - Mănăstireanu (wikt) - Mănășturean (wikt) - Mănăștureanu (wikt) - Mănățuică (wikt) - Mănceanu (wikt) - Măncescu (wikt) - Măncilă (wikt) - Mănciulescu (wikt) - Măncuță (wikt) - Măndălian (wikt) - Măndănac (wikt) - Măndăreanu (wikt) - Măndică (wikt) - Măndița (wikt) - Măndoiu (wikt) - Măneasă (wikt) - Măneciu (wikt) - Mănescu (wikt) - Măngău (wikt) - Măngeac (wikt) - Măngescu (wikt) - Mănguța (wikt) - Mănguță (wikt) - Mănică (wikt) - Măniceanu (wikt) - Mănicuță (wikt) - Măniga (wikt) - Măninguțiu (wikt) - Mănișor (wikt) - Măniță (wikt) - Mănițiu (wikt) - Măniuț (wikt) - Măniuțiu (wikt) - Mănoiu (wikt) - Măntăluță (wikt) - Măntescu (wikt) - Mănțescu (wikt) - Mănțoiu (wikt) - Mănuc (wikt) - Mănucă (wikt) - Mănuceanu (wikt) - Mănuchian (wikt) - Mănucu (wikt) - Mănulescu (wikt) - Mănuleț (wikt) - Mănușă (wikt) - Mănușaru (wikt) - Mănușarul (wikt) - Mănuși (wikt) - Mănușter (wikt) - Mănuță (wikt) - Mărăcine (wikt) - Mărăcineanu (wikt) - Mărăcinică (wikt) - Mărăciuc (wikt) - Mărăcuță (wikt) - Mărăloi (wikt) - Mărăloiu (wikt) - Măran (wikt) - Mărândescu (wikt) - Mărăndici (wikt) - Mărândoiu (wikt) - Mărănduc (wikt) - Mărănduca (wikt) - Măranu (wikt) - Mărar (wikt) - Mărărașu (wikt) - Mărariu (wikt) - Măraru (wikt) - Mărășanu (wikt) - Mărăscu (wikt) - Mărășescu (wikt) - Mărășoiu (wikt) - Mărăulean (wikt) - Mărcărian (wikt) - Mărcăuțeanu (wikt) - Mărceanu (wikt) - Mărchidan (wikt) - Mărcireș (wikt) - Mărciuică (wikt) - Mărcoceanu (wikt) - Mărcoi (wikt) - Mărcoianu (wikt) - Mărcoiu (wikt) - Mărculesci (wikt) - Mărculescu (wikt) - Mărculeșteanu (wikt) - Mărculeț (wikt) - Mărculete (wikt) - Mărculini (wikt) - Mărcuș (wikt) - Mărcușan (wikt) - Mărcușanu (wikt) - Mărcușeanu (wikt) - Mărcuși (wikt) - Mărcușiu (wikt) - Mărcușu (wikt) - Mărcuț (wikt) - Mărcuță (wikt) - Mărcuți (wikt) - Mărcuțiu (wikt) - Mărdărescu (wikt) - Mărescu (wikt) - Măreșescu (wikt) - Măreț (wikt) - Mărgăian (wikt) - Mărgan (wikt) - Mărgărietescu (wikt) - Mărgărind (wikt) - Mărgărint (wikt) - Mărgărit (wikt) - Mărgăritaru (wikt) - Mărgăritescu (wikt) - Mărgăritiș (wikt) - Mărgășoiu (wikt) - Mărgău (wikt) - Mărgăuan (wikt) - Mărgean (wikt) - Mărgeanu (wikt) - Mărgelatu (wikt) - Mărgeloiu (wikt) - Mărgelu (wikt) - Mărgeneanțu (wikt) - Mărgescu (wikt) - Mărgheanu (wikt) - Mărghescu (wikt) - Mărghidan (wikt) - Mărghita (wikt) - Mărghitan (wikt) - Mărghitaș (wikt) - Mărgian (wikt) - Mărginariu (wikt) - Mărginaș (wikt) - Mărginean (wikt) - Mărgineanțu (wikt) - Mărgineanu (wikt) - Mărginescu (wikt) - Mărginică (wikt) - Mărgoi (wikt) - Mărgulescu (wikt) - Mărguș (wikt) - Mărguță (wikt) - Mărian (wikt) - Mărica (wikt) - Măricean (wikt) - Măricuț (wikt) - Măricuța (wikt) - Măricuțoiu (wikt) - Mărie (wikt) - Măriean (wikt) - Mărienuț (wikt) - Mărienuțiu (wikt) - Mărieș (wikt) - Mărilă (wikt) - Mărin (wikt) - Mărincaș (wikt) - Mărincean (wikt) - Mărinceanu (wikt) - Mărincuș (wikt) - Mărineanu (wikt) - Mărinescu (wikt) - Mărinică (wikt) - Mărinoaia (wikt) - Mărioara (wikt) - Mărișescu (wikt) - Mărișoiu (wikt) - Mărișor (wikt) - Măriță (wikt) - Măriu (wikt) - Măriuca (wikt) - Măriucă (wikt) - Măriucu (wikt) - Măriuș (wikt) - Măriuț (wikt) - Măriuța (wikt) - Măriuță (wikt) - Măriuței (wikt) - Mărkuș (wikt) - Mărmureanu (wikt) - Mărneanu (wikt) - Mărnescu (wikt) - Măroiu (wikt) - Mărșăvină (wikt) - Mărțan (wikt) - Mărtău (wikt) - Mărțescu (wikt) - Mărtin (wikt) - Mărtinaș (wikt) - Mărtinescu (wikt) - Mărtinică (wikt) - Mărtinuș (wikt) - Mărtinuț (wikt) - Mărtoiu (wikt) - Măru (wikt) - Măruliș (wikt) - Mărunceriu (wikt) - Măruneac (wikt) - Mărunțel (wikt) - Mărunțelu (wikt) - Mărunțiș (wikt) - Mărunțoiu (wikt) - Măruntu (wikt) - Măruș (wikt) - Mărușac (wikt) - Mărușcă (wikt) - Mărușeac (wikt) - Măruși (wikt) - Mărușter (wikt) - Mărușteri (wikt) - Măruț (wikt) - Măruță (wikt) - Măruțoiu (wikt) - Măsălar (wikt) - Măsar (wikt) - Măsariu (wikt) - Măslină (wikt) - Măstacăn (wikt) - Măstăcan (wikt) - Măstăcănean (wikt) - Măstăcăneanu (wikt) - Măsură (wikt) - Măț (wikt) - Mătăchescu (wikt) - Mătăcuță (wikt) - Mățăgău (wikt) - Mătanie (wikt) - Mățăoanu (wikt) - Mătărângă (wikt) - Mătărîngă (wikt) - Mătasă (wikt) - Mătăsăreanu (wikt) - Mătăsariu (wikt) - Mătăsaru (wikt) - Mătase (wikt) - Mătășel (wikt) - Mățău (wikt) - Mățăuanu (wikt) - Mătean (wikt) - Mățel (wikt) - Mătescu (wikt) - Mătieș (wikt) - Mătiuț (wikt) - Mătreață (wikt) - Mătrescu (wikt) - Măturar (wikt) - Mătușa (wikt) - Mătușac (wikt) - Mătușan (wikt) - Mătușanu (wikt) - Mătușica (wikt) - Mătușoiu (wikt) - Măxineanu (wikt) - Măzărache (wikt) - Măzăraru (wikt) - Măzăreanu (wikt) - Măzărel (wikt) - Măzărescu (wikt) - Măzărianu (wikt) - Măzăroaie (wikt) - Măzăroaiei (wikt) - Măzdrag (wikt) - Măzuraș (wikt) - Măzurașu (wikt) - Măzureac (wikt) - Măzurean (wikt) | Mâ - Mâcăneață (wikt) - Mâcinic (wikt) - Mâinea (wikt) - Mâinescu (wikt) - Mâlâieru (wikt) - Mâlanm (wikt) - Mânar (wikt) - Mânăscurtă (wikt) - Mâncaș (wikt) - Mâncu (wikt) - Mândăianu (wikt) - Mândâcanu (wikt) - Mândoiu (wikt) - Mândra (wikt) - Mândră (wikt) - Mândraș (wikt) - Mândrea (wikt) - Mândrean (wikt) - Mândreanu (wikt) - Mândreci (wikt) - Mândreș (wikt) - Mândrescu (wikt) - Mândreși (wikt) - Mândrești (wikt) - Mândric (wikt) - Mândrică (wikt) - Mândricel (wikt) - Mândrilă (wikt) - Mândriș (wikt) - Mândrișteanu (wikt) - Mândroane (wikt) - Mândroc (wikt) - Mândroiu (wikt) - Mândroșcă (wikt) - Mândroviceanu (wikt) - Mândru (wikt) - Mândrucencu (wikt) - Mândruleanu (wikt) - Mândrușcă (wikt) - Mândruț (wikt) - Mândruță (wikt) - Mândruțescu (wikt) - Mânduc (wikt) - Mânea (wikt) - Mânecă (wikt) - Mânecan (wikt) - Mâner (wikt) - Mânicaru (wikt) - Mâniosu (wikt) - Mânja (wikt) - Mânjescu (wikt) - Mântescu (wikt) - Mântuleasa (wikt) - Mântulescu (wikt) - Mânuță (wikt) - Mânz (wikt) - Mânză (wikt) - Mânzală (wikt) - Mânzână (wikt) - Mânzăraru (wikt) - Mânzat (wikt) - Mânzatu (wikt) - Mânzu (wikt) - Mâra (wikt) - Mârâi (wikt) - Mârșanu (wikt) - Mârșu (wikt) - Mârț (wikt) - Mârza (wikt) - Mârzac (wikt) - Mârzan (wikt) - Mârzăreanu (wikt) - Mârze (wikt) - Mârzea (wikt) - Mârzescu (wikt) - Mârzoacă (wikt) - Mârzoca (wikt) - Mâșcă (wikt) - Mâslea (wikt) - Mâșu (wikt) - Mâț (wikt) - Mâță (wikt) - Mâțu (wikt) - Mâțulescu (wikt) - Mâzdrac (wikt) - Mâzgăreanu (wikt) | Me - Meagher (wikt) - Meca (wikt) - Mecea (wikt) - Meceanu (wikt) - Meche (wikt) - Mecheci (wikt) - Mechenici (wikt) - Mecher (wikt) - Mecherel (wikt) - Mechereș (wikt) - Mecheș (wikt) - Mechetei (wikt) - Mechetenici (wikt) - Mechia (wikt) - Mechiș (wikt) - Mechita (wikt) - Meci (wikt) - Mecia (wikt) - Mecineanu (wikt) - Meciu (wikt) - Meclea (wikt) - Meclejan (wikt) - Mecleș (wikt) - Mecleuș (wikt) - Mecliș (wikt) - Mecu (wikt) - Meculeaneci (wikt) - Meculescu (wikt) - Meda (wikt) - Medan (wikt) - Medar (wikt) - Medaru (wikt) - Medea (wikt) - Medeianu (wikt) - Medelcu (wikt) - Medelean (wikt) - Medeleanu (wikt) - Medeleț (wikt) - Medelete (wikt) - Meder (wikt) - Medeș (wikt) - Medeșan (wikt) - Medescu (wikt) - Median (wikt) - Medianu (wikt) - Mediean (wikt) - Medieșu (wikt) - Medinschi (wikt) - Medințu (wikt) - Medoia (wikt) - Medovarschi (wikt) - Medragon (wikt) - Medragoniu (wikt) - Medrea (wikt) - Medregan (wikt) - Medregoniu (wikt) - Medrescu (wikt) - Medrihan (wikt) - Medruț (wikt) - Medulici (wikt) - Medve (wikt) - Medvedovici (wikt) - Medvee (wikt) - Medvei (wikt) - Medveș (wikt) - Medveșan (wikt) - Medvichi (wikt) - Medvighi (wikt) - Meftea (wikt) - Mega (wikt) - Megan (wikt) - Megelea (wikt) - Meghea (wikt) - Megheleș (wikt) - Megherea (wikt) - Megheru (wikt) - Megheș (wikt) - Megheșan (wikt) - Megheși (wikt) - Meghieru (wikt) - Meghii (wikt) - Meghir (wikt) - Meghiș (wikt) - Meghișan (wikt) - Megia (wikt) - Megieșan (wikt) - Megieșanu (wikt) - Meglei (wikt) - Megulete (wikt) - Mehedeniuc (wikt) - Mehedin (wikt) - Mehedincu (wikt) - Mehedinț (wikt) - Mehedință (wikt) - Mehedințeanu (wikt) - Mehedinți (wikt) - Mehedințiu (wikt) - Mehedințu (wikt) - Mehelean (wikt) - Meheș (wikt) - Meheț (wikt) - Mehuț (wikt) - Mei (wikt) - Meianu (wikt) - Meica (wikt) - Meici (wikt) - Meiescu (wikt) - Meilă (wikt) - Meilescu (wikt) - Meiloaică (wikt) - Meiroșu (wikt) - Meișan (wikt) - Meisaroș (wikt) - Meiță (wikt) - Meițoiu (wikt) - Meiu (wikt) - Meiuș (wikt) - Mela (wikt) - Melan (wikt) - Melcaru (wikt) - Melcea (wikt) - Melcescu (wikt) - Melcher (wikt) - Melcioiu (wikt) - Melciu (wikt) - Melconeanu (wikt) - Melcu (wikt) - Melcuț (wikt) - Meldaș (wikt) - Meleag (wikt) - Meleanca (wikt) - Meleancă (wikt) - Meleandră (wikt) - Meleapcă (wikt) - Meleca (wikt) - Melecciu (wikt) - Meleg (wikt) - Melega (wikt) - Meleghi (wikt) - Melehova (wikt) - Melei (wikt) - Melenciuc (wikt) - Melencovici (wikt) - Melencu (wikt) - Melente (wikt) - Melentea (wikt) - Melentie (wikt) - Melentovici (wikt) - Meleru (wikt) - Meleș (wikt) - Meleșcan (wikt) - Meleșcanu (wikt) - Meleși (wikt) - Meleștean (wikt) - Meleșteu (wikt) - Meleuțe (wikt) - Melian (wikt) - Melică (wikt) - Melicher (wikt) - Melichian (wikt) - Melicuț (wikt) - Melidoneanu (wikt) - Melin (wikt) - Melincean (wikt) - Melinceanu (wikt) - Melincianu (wikt) - Melinciuc (wikt) - Melincu (wikt) - Melinescu (wikt) - Melinie (wikt) - Melinte (wikt) - Melinteanu (wikt) - Melintei (wikt) - Meliș (wikt) - Meliță (wikt) - Meliu (wikt) - Melneciuc (wikt) - Melnic (wikt) - Melnica (wikt) - Melniciuc (wikt) - Melnicu (wikt) - Melninciuc (wikt) - Meltei (wikt) - Melu (wikt) - Melușel (wikt) - Meluț (wikt) - Meluță (wikt) - Mema (wikt) - Memeș (wikt) - Memu (wikt) - Mencinicopschi (wikt) - Menciu (wikt) - Mendea (wikt) - Mendrea (wikt) - Menea (wikt) - Menghea (wikt) - Mengher (wikt) - Menghereș (wikt) - Mengheriș (wikt) - Mengheș (wikt) - Mengheși (wikt) - Menghia (wikt) - Menghiu (wikt) - Mengu (wikt) - Menica (wikt) - Meniș (wikt) - Menu (wikt) - Meorea (wikt) - Meoșu (wikt) - Mera (wikt) - Meragiu (wikt) - Meran (wikt) - Merăoiu (wikt) - Merariu (wikt) - Meraru (wikt) - Merăuță (wikt) - Merca (wikt) - Mercan (wikt) - Mercaș (wikt) - Merce (wikt) - Mercea (wikt) - Mercean (wikt) - Merceanu (wikt) - Mercescu (wikt) - Merchea (wikt) - Merchene (wikt) - Mercheș (wikt) - Mercheșan (wikt) - Merchez (wikt) - Merchioiu (wikt) - Merchiș (wikt) - Mercia (wikt) - Mercioiu (wikt) - Mercioniu (wikt) - Mercoiu (wikt) - Mercone (wikt) - Mercore (wikt) - Mercori (wikt) - Mercurean (wikt) - Mercureanu (wikt) - Mercurian (wikt) - Mercuș (wikt) - Mercuț (wikt) - Mercuția (wikt) - Merdan (wikt) - Merdari (wikt) - Merdicoș (wikt) - Mere (wikt) - Mereacre (wikt) - Mereciu (wikt) - Meregiu (wikt) - Merei (wikt) - Merelescu (wikt) - Merenca (wikt) - Mereniuc (wikt) - Mereoiu (wikt) - Mereoru (wikt) - Mereș (wikt) - Mereșan (wikt) - Mereșanu (wikt) - Mereșca (wikt) - Mereșciu (wikt) - Mereșescu (wikt) - Mereț (wikt) - Merețeanu (wikt) - Mereu (wikt) - Mereuț (wikt) - Mereuță (wikt) - Mereuțanu (wikt) - Mereuțe (wikt) - Merezeanu (wikt) - Merfea (wikt) - Merfu (wikt) - Mergea (wikt) - Mergeani (wikt) - Mergheș (wikt) - Merghișescu (wikt) - Mergiu (wikt) - Merhușcă (wikt) - Meriacre (wikt) - Merian (wikt) - Meric (wikt) - Merică (wikt) - Merilă (wikt) - Merincaș (wikt) - Merinde (wikt) - Merinescu (wikt) - Merintean (wikt) - Merințoni (wikt) - Merișan (wikt) - Merișanu (wikt) - Merișeanu (wikt) - Merișef (wikt) - Merișel (wikt) - Merișescu (wikt) - Merișor (wikt) - Merișoreanu (wikt) - Merițeanu (wikt) - Meriuță (wikt) - Merjan (wikt) - Merlă (wikt) - Merlan (wikt) - Merlaș (wikt) - Merlea (wikt) - Merleanu (wikt) - Merlescu (wikt) - Merlici (wikt) - Merliță (wikt) - Merloi (wikt) - Merloiu (wikt) - Merlușa (wikt) - Merlușcă (wikt) - Merlușe (wikt) - Mermele (wikt) - Mermeza (wikt) - Mermezan (wikt) - Mermeze (wikt) - Mernea (wikt) - Merniță (wikt) - Merode (wikt) - Meroiu (wikt) - Meroniuc (wikt) - Meroșiu (wikt) - Merosu (wikt) - Merovici (wikt) - Merșa (wikt) - Mersici (wikt) - Merșobian (wikt) - Merșoiu (wikt) - Merț (wikt) - Merțan (wikt) - Merțanu (wikt) - Mertic (wikt) - Merticar (wikt) - Merticariu (wikt) - Merticaru (wikt) - Merțoiu (wikt) - Meruță (wikt) - Meruțiu (wikt) - Merza (wikt) - Merzian (wikt) - Mesaroș (wikt) - Mesaroșiu (wikt) - Meșca (wikt) - Meschi (wikt) - Meschian (wikt) - Meșcoi (wikt) - Mesdrea (wikt) - Meșe (wikt) - Meșea (wikt) - Meșecu (wikt) - Mesenschi (wikt) - Meseșan (wikt) - Meseșeanu (wikt) - Meșină (wikt) - Meșnil (wikt) - Meșniță (wikt) - Meșoane (wikt) - Meșotă (wikt) - Mesrobian (wikt) - Mesteacăn (wikt) - Mestecănean (wikt) - Mestecăneanu (wikt) - Meșter (wikt) - Meșterca (wikt) - Meștereagă (wikt) - Meșterelu (wikt) - Meșteru (wikt) - Meșteșug (wikt) - Meszaroș (wikt) - Metanie (wikt) - Metea (wikt) - Metehău (wikt) - Metehoiu (wikt) - Metei (wikt) - Meteiu (wikt) - Meteleanu (wikt) - Metelescu (wikt) - Meteleț (wikt) - Metenți (wikt) - Meterez (wikt) - Meteș (wikt) - Meteșan (wikt) - Meteuț (wikt) - Metiaș (wikt) - Metișescu (wikt) - Mețiu (wikt) - Meuță (wikt) - Meza (wikt) - Mezaroș (wikt) - Mezdrea (wikt) - Mezdria (wikt) - Mezdroiu (wikt) - Meze (wikt) - Mezea (wikt) - Mezei (wikt) - Mezeruș (wikt) - Mezeșan (wikt) - Mezin (wikt) - Mezinca (wikt) - Mezincescu (wikt) - Mezinescu (wikt) - Mezinu (wikt) | Mi - Mia (wikt) - Miatovici (wikt) - Mic (wikt) - Mica (wikt) - Mică (wikt) - Micaciu (wikt) - Micăescu (wikt) - Micălăcean (wikt) - Micălăceanu (wikt) - Micălăcian (wikt) - Micăluș (wikt) - Mican (wikt) - Micaș (wikt) - Micescu (wikt) - Michea (wikt) - Micheci (wikt) - Micheș (wikt) - Michescu (wikt) - Micheu (wikt) - Michi (wikt) - Michiduță (wikt) - Michile (wikt) - Michiș (wikt) - Michița (wikt) - Michitiuc (wikt) - Michiu (wikt) - Michiușcă (wikt) - Michnea (wikt) - Mici (wikt) - Micică (wikt) - Micicoi (wikt) - Micilică (wikt) - Micin (wikt) - Micioi (wikt) - Miciran (wikt) - Miclăescu (wikt) - Miclăoni (wikt) - Miclău (wikt) - Miclăuș (wikt) - Micle (wikt) - Miclea (wikt) - Miclean (wikt) - Micleci (wikt) - Micleru (wikt) - Miclescu (wikt) - Micleușanu (wikt) - Micliuc (wikt) - Miclo (wikt) - Micloiu (wikt) - Micloș (wikt) - Micloșanu (wikt) - Micloșescu (wikt) - Micloși (wikt) - Micloșină (wikt) - Micloșoni (wikt) - Miclovan (wikt) - Micluț (wikt) - Micluță (wikt) - Micluți (wikt) - Micluția (wikt) - Micnescu (wikt) - Mico (wikt) - Micoară (wikt) - Micodin (wikt) - Micoi (wikt) - Micoloi (wikt) - Miconi (wikt) - Micoroi (wikt) - Micota (wikt) - Micșa (wikt) - Micșaru (wikt) - Micșescu (wikt) - Micșoniu (wikt) - Micșoreanu (wikt) - Micșunel (wikt) - Micșunescu (wikt) - Micu (wikt) - Micuci (wikt) - Micul (wikt) - Micula (wikt) - Miculaiciuc (wikt) - Miculaș (wikt) - Miculeasa (wikt) - Miculescu (wikt) - Miculiț (wikt) - Miculița (wikt) - Miculiță (wikt) - Miculiți (wikt) - Miculschi (wikt) - Micurescu (wikt) - Micuț (wikt) - Micuța (wikt) - Micuță (wikt) - Micuțari (wikt) - Micuțaru (wikt) - Mida (wikt) - Midachi (wikt) - Midișan (wikt) - Midiuru (wikt) - Midrigan (wikt) - Midvichi (wikt) - Midvighi (wikt) - Mieilă (wikt) - Mieilică (wikt) - Mieiță (wikt) - Miel (wikt) - Mielcescu (wikt) - Mielu (wikt) - Mieluș (wikt) - Mieluț (wikt) - Miercan (wikt) - Miercaș (wikt) - Miercioi (wikt) - Miercioiu (wikt) - Miere (wikt) - Mierea (wikt) - Miereanu (wikt) - Mierlă (wikt) - Mierlăcioiu (wikt) - Mierlea (wikt) - Mierlescu (wikt) - Mierliș (wikt) - Mierliță (wikt) - Mierloiu (wikt) - Mierluț (wikt) - Mierțan (wikt) - Mierțescu (wikt) - Mif (wikt) - Mifloacă (wikt) - Miftode (wikt) - Miga (wikt) - Migdalovici (wikt) - Mighiu (wikt) - Mignea (wikt) - Migodici (wikt) - Mih (wikt) - Miha (wikt) - Mihacea (wikt) - Mihaela (wikt) - Mihăeș (wikt) - Mihăescu (wikt) - Mihăese (wikt) - Mihăesei (wikt) - Mihăeși (wikt) - Mihăeștean (wikt) - Mihăeșteanu (wikt) - Mihai (wikt) - Mihăianu (wikt) - Mihăiasă (wikt) - Mihăică (wikt) - Mihăicuță (wikt) - Mihăicuța (wikt) - Mihăieș (wikt) - Mihăiescu (wikt) - Mihăiese (wikt) - Mihail (wikt) - Mihăilă (wikt) - Mihăilean (wikt) - Mihăileanu (wikt) - Mihăilesc (wikt) - Mihăilesco (wikt) - Mihăilescu (wikt) - Mihăilescul (wikt) - Mihăilese (wikt) - Mihailețchi (wikt) - Mihailide (wikt) - Mihailiuc (wikt) - Mihailo (wikt) - Mihailopol (wikt) - Mihailovici (wikt) - Mihailu (wikt) - Mihăiluc (wikt) - Mihăiță (wikt) - Mihaiu (wikt) - Mihăiuc (wikt) - Mihăiuți (wikt) - Mihală (wikt) - Mihalache (wikt) - Mihalachi (wikt) - Mihălăchioae (wikt) - Mihalachioai (wikt) - Mihălăchioaia (wikt) - Mihălăchioaie (wikt) - Mihălăchioiu (wikt) - Mihalaiche (wikt) - Mihalaș (wikt) - Mihalașcu (wikt) - Mihălașcu (wikt) - Mihalca (wikt) - Mihalcă (wikt) - Mihalcea (wikt) - Mihălcean (wikt) - Mihălceanu (wikt) - Mihălcescu (wikt) - Mihalche (wikt) - Mihalci (wikt) - Mihalcia (wikt) - Mihălcioiu (wikt) - Mihalciuc (wikt) - Mihălciuc (wikt) - Mihalcu (wikt) - Mihălcuț (wikt) - Mihale (wikt) - Mihalea (wikt) - Mihălean (wikt) - Mihaleche (wikt) - Mihalef (wikt) - Mihălescu (wikt) - Mihălescul (wikt) - Mihali (wikt) - Mihalia (wikt) - Mihaliuc (wikt) - Mihalț (wikt) - Mihălțan (wikt) - Mihalțe (wikt) - Mihălțean (wikt) - Mihălțeanu (wikt) - Mihalțu (wikt) - Mihălucă (wikt) - Mihăluș (wikt) - Mihăluță (wikt) - Mihan (wikt) - Mihancea (wikt) - Mihanciu (wikt) - Mihaneț (wikt) - Mihanță (wikt) - Mihășan (wikt) - Mihaț (wikt) - Mihăuț (wikt) - Mihăuță (wikt) - Mihei (wikt) - Mihele (wikt) - Mihelea (wikt) - Miheleș (wikt) - Miheș (wikt) - Miheșan (wikt) - Miheștean (wikt) - Miheț (wikt) - Miheți (wikt) - Mihețiu (wikt) - Mihi (wikt) - Mihinda (wikt) - Mihiș (wikt) - Mihiuț (wikt) - Mihnea (wikt) - Mihoc (wikt) - Mihocaș (wikt) - Mihoci (wikt) - Mihociu (wikt) - Mihocșa (wikt) - Mihoianu (wikt) - Miholca (wikt) - Miholcea (wikt) - Mihon (wikt) - Mihordea (wikt) - Mihorean (wikt) - Mihoreanu (wikt) - Mihorianu (wikt) - Mihovici (wikt) - Mihrescu (wikt) - Mihu (wikt) - Mihul (wikt) - Mihulcă (wikt) - Mihuleac (wikt) - Mihulescu (wikt) - Mihuleț (wikt) - Mihuș (wikt) - Mihuț (wikt) - Mihuța (wikt) - Mihuță (wikt) - Mihuțescu (wikt) - Mihuți (wikt) - Mihuțiu (wikt) - Mihuțoiu (wikt) - Mihuțoni (wikt) - Mihuțoniu (wikt) - Mija (wikt) - Mijache (wikt) - Mijea (wikt) - Mijloianu (wikt) - Mijoiu (wikt) - Mikloș (wikt) - Mila (wikt) - Milă (wikt) - Milaciu (wikt) - Milai (wikt) - Milancovici (wikt) - Milandru (wikt) - Milanovici (wikt) - Milaș (wikt) - Milășan (wikt) - Milatinescu (wikt) - Milca (wikt) - Milcescu (wikt) - Milchiș (wikt) - Milcoiu (wikt) - Milconiu (wikt) - Milcoveanu (wikt) - Milcu (wikt) - Milculescu (wikt) - Mile (wikt) - Milea (wikt) - Milean (wikt) - Mileanu (wikt) - Milen (wikt) - Milencianu (wikt) - Milencovici (wikt) - Milenovici (wikt) - Mileșan (wikt) - Milescu (wikt) - Mili (wikt) - Milian (wikt) - Milic (wikt) - Milica (wikt) - Milică (wikt) - Milicescu (wikt) - Milici (wikt) - Milicici (wikt) - Milieș (wikt) - Miliganu (wikt) - Milin (wikt) - Milincovici (wikt) - Miliorean (wikt) - Miliorică (wikt) - Miliță (wikt) - Militar (wikt) - Militărescu (wikt) - Militaru (wikt) - Milițescu (wikt) - Milițiu (wikt) - Milițoiu (wikt) - Militon (wikt) - Milivoievici (wikt) - Millea (wikt) - Miloaie (wikt) - Milocoi (wikt) - Milog (wikt) - Miloi (wikt) - Miloia (wikt) - Miloiu (wikt) - Milon (wikt) - Milonean (wikt) - Miloș (wikt) - Miloșescu (wikt) - Miloșev (wikt) - Miloșevici (wikt) - Miloși (wikt) - Miloșioiu (wikt) - Miloșovici (wikt) - Milostean (wikt) - Miloșteanu (wikt) - Milostivu (wikt) - Miloteanu (wikt) - Milovanovici (wikt) - Milu (wikt) - Miluț (wikt) - Milutinovici (wikt) - Mimiș (wikt) - Mina (wikt) - Minac (wikt) - Minaen (wikt) - Minai (wikt) - Minca (wikt) - Mincă (wikt) - Mincea (wikt) - Minchici (wikt) - Mincic (wikt) - Mincioagă (wikt) - Minciog (wikt) - Mincior (wikt) - Minciu (wikt) - Minciună (wikt) - Minciunescu (wikt) - Minciunoiu (wikt) - Mincovici (wikt) - Mincu (wikt) - Minculeasa (wikt) - Minculescu (wikt) - Minculeț (wikt) - Minculete (wikt) - Minda (wikt) - Mindlin (wikt) - Mindoiu (wikt) - Mindrla (wikt) - Mindu (wikt) - Minea (wikt) - Mineață (wikt) - Minele (wikt) - Minescu (wikt) - Minetoș (wikt) - Mineu (wikt) - Minga (wikt) - Mingeș (wikt) - Mingheraș (wikt) - Minghiar (wikt) - Minghiat (wikt) - Minghiuș (wikt) - Mingireanu (wikt) - Mingiuc (wikt) - Miniș (wikt) - Minișca (wikt) - Minodora (wikt) - Minoiu (wikt) - Minoniu (wikt) - Mintaș (wikt) - Minteanu (wikt) - Minteoan (wikt) - Minteuan (wikt) - Mintilie (wikt) - Mințoiu (wikt) - Mintuș (wikt) - Mintuși (wikt) - Minu (wikt) - Minulescu (wikt) - Minune (wikt) - Minuș (wikt) - Minuț (wikt) - Minuțu (wikt) - Mioașcă (wikt) - Mioc (wikt) - Miocovici (wikt) - Miodrag (wikt) - Mionea (wikt) - Miorcăneanu (wikt) - Miosa (wikt) - Miose (wikt) - Miosici (wikt) - Mira (wikt) - Miran (wikt) - Mirancea (wikt) - Mirăștean (wikt) - Mirăștian (wikt) - Mirăuț (wikt) - Mirăuța (wikt) - Mirăuță (wikt) - Mirăuțe (wikt) - Mirăuți (wikt) - Mirca (wikt) - Mircan (wikt) - Mircaș (wikt) - Mirce (wikt) - Mircea (wikt) - Mircean (wikt) - Mirceoiu (wikt) - Mircescu (wikt) - Mirceșu (wikt) - Mircia (wikt) - Mircică (wikt) - Mircioaga (wikt) - Mircioagă (wikt) - Mircioane (wikt) - Mircioi (wikt) - Mircioiu (wikt) - Mirciu (wikt) - Mirciulescu (wikt) - Mircoș (wikt) - Mircovici (wikt) - Mircu (wikt) - Mirea (wikt) - Mirean (wikt) - Mireanu (wikt) - Mirel (wikt) - Mireșan (wikt) - Mirescu (wikt) - Mireștean (wikt) - Mireuț (wikt) - Mireuță (wikt) - Miri (wikt) - Mirianici (wikt) - Mirică (wikt) - Miricescu (wikt) - Mirici (wikt) - Miricică (wikt) - Miricioiu (wikt) - Miricoiu (wikt) - Miricu (wikt) - Mirieș (wikt) - Mirila (wikt) - Mirilă (wikt) - Mirinescu (wikt) - Mirion (wikt) - Miriș (wikt) - Mirișan (wikt) - Miriște (wikt) - Miriștea (wikt) - Miriștean (wikt) - Miriță (wikt) - Mirițescu (wikt) - Mirițoi (wikt) - Mirițoiu (wikt) - Miriuță (wikt) - Miriuți (wikt) - Mirodan (wikt) - Mirodescu (wikt) - Mirodot (wikt) - Miroi (wikt) - Miroianu (wikt) - Miroiu (wikt) - Miron (wikt) - Mirona (wikt) - Mironaș (wikt) - Mironeanu (wikt) - Mironeasa (wikt) - Mironeasă (wikt) - Mironescu (wikt) - Mironesei (wikt) - Mironeț (wikt) - Mironic (wikt) - Mironica (wikt) - Mironică (wikt) - Mironiuc (wikt) - Miroș (wikt) - Miroșanu (wikt) - Miroșeanu (wikt) - Miroșu (wikt) - Miroțoi (wikt) - Mirtea (wikt) - Mirtoi (wikt) - Miru (wikt) - Mirulescu (wikt) - Miruleț (wikt) - Miruță (wikt) - Miș (wikt) - Mișa (wikt) - Mișaca (wikt) - Misăilă (wikt) - Mișan (wikt) - Misarăș (wikt) - Mișca (wikt) - Mischian (wikt) - Mischianu (wikt) - Mischie (wikt) - Mischiu (wikt) - Mișcoci (wikt) - Mișcodan (wikt) - Mișcoi (wikt) - Mișcoiu (wikt) - Mișcov (wikt) - Miscovici (wikt) - Mișcu (wikt) - Mișea (wikt) - Misiac (wikt) - Mișian (wikt) - Mișică (wikt) - Mișici (wikt) - Mișiciu (wikt) - Misievici (wikt) - Mișin (wikt) - Mișincat (wikt) - Misingic (wikt) - Misirgic (wikt) - Misirca (wikt) - Miște (wikt) - Mișteanu (wikt) - Mistode (wikt) - Mistodie (wikt) - Mistreanu (wikt) - Mistrețu (wikt) - Mistrian (wikt) - Mistrianu (wikt) - Mistric (wikt) - Mișu (wikt) - Misura (wikt) - Mită (wikt) - Mitache (wikt) - Mițar (wikt) - Mițariu (wikt) - Mițaru (wikt) - Mitcan (wikt) - Mitea (wikt) - Miteanu (wikt) - Miteiu (wikt) - Mițelea (wikt) - Mițescu (wikt) - Mithiu (wikt) - Mitică (wikt) - Mitiloagă (wikt) - Mitișoi (wikt) - Mitișor (wikt) - Mititean (wikt) - Mititelu (wikt) - Mititelul (wikt) - Mitițescu (wikt) - Mițiți (wikt) - Mititicăi (wikt) - Mititiuc (wikt) - Mitoc (wikt) - Mitocariu (wikt) - Mitocaru (wikt) - Mitoceanu (wikt) - Mitode (wikt) - Mitof (wikt) - Mitoiu (wikt) - Mitoșeriu (wikt) - Mitoșeru (wikt) - Mitoși (wikt) - Mițosu (wikt) - Mitra (wikt) - Mitră (wikt) - Mitrache (wikt) - Mitrăchescu (wikt) - Mitran (wikt) - Mitrana (wikt) - Mitrănescu (wikt) - Mitrar (wikt) - Mitrașca (wikt) - Mitrașcă (wikt) - Mitre (wikt) - Mitrea (wikt) - Mitrean (wikt) - Mitreanu (wikt) - Mitrescu (wikt) - Mitri (wikt) - Mitria (wikt) - Mitrian (wikt) - Mitric (wikt) - Mitrică (wikt) - Mitrichioiu (wikt) - Mitrici (wikt) - Mitricică (wikt) - Mitricioae (wikt) - Mitricoaia (wikt) - Mitricoiu (wikt) - Mitriș (wikt) - Mitriță (wikt) - Mitrițoaia (wikt) - Mitroaica (wikt) - Mitroaică (wikt) - Mitroescu (wikt) - Mitrofan (wikt) - Mitroi (wikt) - Mitroiu (wikt) - Mitronache (wikt) - Mitronici (wikt) - Mitru (wikt) - Mitruc (wikt) - Mitrucă (wikt) - Mitrulescu (wikt) - Mitruș (wikt) - Mitruț (wikt) - Mitruță (wikt) - Mitruți (wikt) - Mitruțiu (wikt) - Mitruțoiu (wikt) - Mitu (wikt) - Mițucă (wikt) - Mitulescu (wikt) - Mițulescu (wikt) - Mitulețu (wikt) - Mituț (wikt) - Mituță (wikt) - Mituțoiu (wikt) - Miu (wikt) - Miuleasa (wikt) - Miulescu (wikt) - Miuleț (wikt) - Miulețu (wikt) - Miuț (wikt) - Miuța (wikt) - Miuță (wikt) - Miuțel (wikt) - Miuțescu (wikt) - Miuți (wikt) - Miuțiu (wikt) - Miuțu (wikt) - Mixici (wikt) - Mizdrescu (wikt) - Mizea (wikt) - Mizian (wikt) - Mizil (wikt) - Mizileanu (wikt) - Miziligeanu (wikt) - Miziumschi (wikt) - Mizulescu (wikt) | Mî - Mîcîială (wikt) - Mîciu (wikt) - Mîcnea (wikt) - Mîglan (wikt) - Mîia (wikt) - Mîinea (wikt) - Mîinescu (wikt) - Mînăileanu (wikt) - Mînăscurtă (wikt) - Mînăstire (wikt) - Mînăstireanu (wikt) - Mînăstîrlă (wikt) - Mîncă (wikt) - Mîncilă (wikt) - Mîndăianu (wikt) - Mîndălac (wikt) - Mîndoianu (wikt) - Mîndrea (wikt) - Mîndreanu (wikt) - Mîndreci (wikt) - Mîndrescu (wikt) - Mîndricel (wikt) - Mîndrici (wikt) - Mîndrilă (wikt) - Mîndriloiu (wikt) - Mîndrișoru (wikt) - Mîndrișteanu (wikt) - Mîndroasa (wikt) - Mîndroc (wikt) - Mîndroceanu (wikt) - Mîndroiu (wikt) - Mîndru (wikt) - Mîndrucencu (wikt) - Mîndruleanu (wikt) - Mîndrușca (wikt) - Mîndrușcă (wikt) - Mîndruț (wikt) - Mîndruța (wikt) - Mîndruță (wikt) - Mîndruțescu (wikt) - Mîndruțiu (wikt) - Mîndruțoiu (wikt) - Mînea (wikt) - Mînecan (wikt) - Mîneran (wikt) - Mînică (wikt) - Mînican (wikt) - Mînicaru (wikt) - Mînicuță (wikt) - Mîniosu (wikt) - Mînjescu (wikt) - Mînjină (wikt) - Mîntulescu (wikt) - Mînușiță (wikt) - Mînuț (wikt) - Mînuță (wikt) - Mînz (wikt) - Mînzală (wikt) - Mînzăraru (wikt) - Mînzărescu (wikt) - Mînzat (wikt) - Mînzățeanu (wikt) - Mînzătescu (wikt) - Mînzatu (wikt) - Mînzînă (wikt) - Mînzu (wikt) - Mîrigel (wikt) - Mîrîiu (wikt) - Mîrlea (wikt) - Mîrlogeanu (wikt) - Mîrloi (wikt) - Mîrmea (wikt) - Mîrșan (wikt) - Mîrșiu (wikt) - Mîrsolea (wikt) - Mîrșu (wikt) - Mîrț (wikt) - Mîrtan (wikt) - Mîrza (wikt) - Mîrzac (wikt) - Mîrzan (wikt) - Mîrzărafie (wikt) - Mîrzea (wikt) - Mîrzeanu (wikt) - Mîrzescu (wikt) - Mîrzoacă (wikt) - Mîrzoiu (wikt) - Mîslea (wikt) - Mîț (wikt) - Mîță (wikt) - Mîțac (wikt) - Mîțan (wikt) - Mîțîcă (wikt) - Mîțilă (wikt) - Mîțiu (wikt) - Mîțoacă (wikt) - Mîțoi (wikt) - Mîțoiu (wikt) - Mîțu (wikt) - Mîzgă (wikt) - Mîzgăi (wikt) - Mîzgan (wikt) - Mîzgar (wikt) |

| Ml - Mladen (wikt) - Mladenciu (wikt) - Mladenovici (wikt) - Mladin (wikt) - Mlădin (wikt) - Mlădinescu (wikt) - Mlădinoiu (wikt) - Mladinovici (wikt) - Mlădiță (wikt) - Mladiu (wikt) - Mlagiu (wikt) - Mlajeru (wikt) - Mledenciu (wikt) - Mlejniță (wikt) - Mlendea (wikt) - Mleșniță (wikt) | Mn - Mnerie (wikt) | Mo - Moacă (wikt) - Moadă (wikt) - Moagă (wikt) - Moagăr (wikt) - Moaghen (wikt) - Moagher (wikt) - Moahnea (wikt) - Moală (wikt) - Moale (wikt) - Moaleș (wikt) - Moancă (wikt) - Moandă (wikt) - Moanea (wikt) - Moangă (wikt) - Moangea (wikt) - Moanță (wikt) - Moară (wikt) - Moarcăș (wikt) - Moașa (wikt) - Moață (wikt) - Moatăr (wikt) - Moaziș (wikt) - Mobi (wikt) - Moca (wikt) - Mocan (wikt) - Mocănașu (wikt) - Mocancea (wikt) - Mocănescu (wikt) - Mocanic (wikt) - Mocănița (wikt) - Mocăniță (wikt) - Mocanu (wikt) - Mocaru (wikt) - Moce (wikt) - Mocea (wikt) - Mocean (wikt) - Moceanu (wikt) - Moci (wikt) - Mociag (wikt) - Mocian (wikt) - Mociani (wikt) - Mocianu (wikt) - Mociar (wikt) - Mocică (wikt) - Mocicaș (wikt) - Mocioacă (wikt) - Mocioală (wikt) - Mocioalcă (wikt) - Mocioc (wikt) - Mociofan (wikt) - Mociofleacă (wikt) - Mocioi (wikt) - Mocioiu (wikt) - Mocionca (wikt) - Mocioran (wikt) - Mociornița (wikt) - Mociorniță (wikt) - Mociran (wikt) - Mocîrcioiu (wikt) - Mocîrț (wikt) - Mociulescu (wikt) - Mociulschi (wikt) - Mociun (wikt) - Moclea (wikt) - Mocleasă (wikt) - Mocleașă (wikt) - Mocodean (wikt) - Mocofan (wikt) - Mocoi (wikt) - Mocondureanu (wikt) - Mocoroj (wikt) - Mocovan (wikt) - Mocovei (wikt) - Mocriciuc (wikt) - Mocrii (wikt) - Mocriș (wikt) - Mocșel (wikt) - Mocu (wikt) - Moculescu (wikt) - Mocuț (wikt) - Mocuța (wikt) - Modâlcă (wikt) - Modan (wikt) - Modârcă (wikt) - Modea (wikt) - Modeanu (wikt) - Modîlcă (wikt) - Modîrcă (wikt) - Modîrzău (wikt) - Modjeschi (wikt) - Modoacă (wikt) - Modoalcă (wikt) - Modoc (wikt) - Modoeanu (wikt) - Modog (wikt) - Modoi (wikt) - Modoianu (wikt) - Modoieanu (wikt) - Modol (wikt) - Modor (wikt) - Modora (wikt) - Modoran (wikt) - Modoranu (wikt) - Modorcea (wikt) - Modovan (wikt) - Modra (wikt) - Modrangu (wikt) - Modrea (wikt) - Modreac (wikt) - Modrean (wikt) - Modreanu (wikt) - Modrescu (wikt) - Modri (wikt) - Modrișan (wikt) - Modrogan (wikt) - Modroiu (wikt) - Modruj (wikt) - Moescu (wikt) - Mofcea (wikt) - Moflic (wikt) - Mofteescu (wikt) - Moga (wikt) - Mogag (wikt) - Mogâldea (wikt) - Mogan (wikt) - Mogda (wikt) - Mogea (wikt) - Mogeanu (wikt) - Mogescu (wikt) - Moghelnițchi (wikt) - Moghi (wikt) - Moghiliuc (wikt) - Moghină (wikt) - Moghior (wikt) - Moghioroiu (wikt) - Moghioroș (wikt) - Moghiroiu (wikt) - Moghiș (wikt) - Mogic (wikt) - Mogilă (wikt) - Mogîldea (wikt) - Mogîrdici (wikt) - Mogîrzan (wikt) - Mogiș (wikt) - Moglan (wikt) - Moglău (wikt) - Mogneagu (wikt) - Mogoaia (wikt) - Mogoanță (wikt) - Mogodan (wikt) - Mogodeanu (wikt) - Mogodici (wikt) - Mogoe (wikt) - Mogojan (wikt) - Mogor (wikt) - Mogorca (wikt) - Mogoreanu (wikt) - Mogoroașe (wikt) - Mogoș (wikt) - Mogoșan (wikt) - Mogoșanu (wikt) - Mogoșeanu (wikt) - Mogoșescu (wikt) - Mogoși (wikt) - Mogoșineanu (wikt) - Mogoșmortean (wikt) - Mogoșneanu (wikt) - Mogovan (wikt) - Mogrădean (wikt) - Mogreanu (wikt) - Mogulescu (wikt) - Moguț (wikt) - Moguța (wikt) - Moguță (wikt) - Mohaci (wikt) - Mohaciu (wikt) - Mohagic (wikt) - Mohai (wikt) - Mohan (wikt) - Mohanu (wikt) - Mohîrță (wikt) - Moholea (wikt) - Moholia (wikt) - Mohonea (wikt) - Mohor (wikt) - Mohora (wikt) - Mohorea (wikt) - Mohorean (wikt) - Mohoreanu (wikt) - Mohuț (wikt) - Moia (wikt) - Moian (wikt) - Moianu (wikt) - Moica (wikt) - Moiceanu (wikt) - Moiescu (wikt) - Moieșescu (wikt) - Moigrădan (wikt) - Moigrădean (wikt) - Moigrădeanu (wikt) - Moinea (wikt) - Moinescu (wikt) - Moioșan (wikt) - Moiș (wikt) - Moisa (wikt) - Moisă (wikt) - Moisac (wikt) - Moișan (wikt) - Moișanu (wikt) - Moise (wikt) - Moișean (wikt) - Moiseanu (wikt) - Moisei (wikt) - Moiseș (wikt) - Moisescu (wikt) - Moișescu (wikt) - Moiși (wikt) - Moisii (wikt) - Moisil (wikt) - Moisin (wikt) - Moision (wikt) - Moisiu (wikt) - Moisiuc (wikt) - Moisoiu (wikt) - Moișoiu (wikt) - Moisuc (wikt) - Moja (wikt) - Moje (wikt) - Mojoiu (wikt) - Mojolic (wikt) - Mola (wikt) - Molac (wikt) - Molan (wikt) - Molcăluț (wikt) - Molcean (wikt) - Molceanu (wikt) - Molcuț (wikt) - Molda (wikt) - Moldai (wikt) - Moldan (wikt) - Moldea (wikt) - Moldor (wikt) - Moldova (wikt) - Moldovan (wikt) - Moldovanu (wikt) - Moldovea (wikt) - Moldovean (wikt) - Moldoveanu (wikt) - Moldovian (wikt) - Moldovianu (wikt) - Molea (wikt) - Moleanu (wikt) - Moleș (wikt) - Moleșag (wikt) - Molete (wikt) - Molfea (wikt) - Molian (wikt) - Molie (wikt) - Molinică (wikt) - Moliș (wikt) - Molnac (wikt) - Molner (wikt) - Molniceanu (wikt) - Molnoș (wikt) - Molnuș (wikt) - Moloagă (wikt) - Moloca (wikt) - Molocă (wikt) - Moloce (wikt) - Molocea (wikt) - Moloci (wikt) - Molocia (wikt) - Molodeț (wikt) - Molodețiu (wikt) - Molodveanu (wikt) - Molofei (wikt) - Mologheanu (wikt) - Moloiu (wikt) - Molojescu (wikt) - Mololeț (wikt) - Moloman (wikt) - Molomfălean (wikt) - Molonfălean (wikt) - Moloșag (wikt) - Moloșescu (wikt) - Molotei (wikt) - Moloveanu (wikt) - Momâlcan (wikt) - Moman (wikt) - Momanu (wikt) - Momârlă (wikt) - Momârleanu (wikt) - Momeiu (wikt) - Momete (wikt) - Momeu (wikt) - Momîlcan (wikt) - Momîrleanu (wikt) - Momirovici (wikt) - Mona (wikt) - Monacu (wikt) - Monafu (wikt) - Monah (wikt) - Monahu (wikt) - Moncaci (wikt) - Monce (wikt) - Moncea (wikt) - Monciu (wikt) - Monda (wikt) - Mondan (wikt) - Mondea (wikt) - Mondescu (wikt) - Mondici (wikt) - Mondiru (wikt) - Mondoacă (wikt) - Mondoc (wikt) - Mondovici (wikt) - Mondru (wikt) - Mone (wikt) - Monea (wikt) - Moneaga (wikt) - Moneanu (wikt) - Moneciu (wikt) - Monenciu (wikt) - Monenei (wikt) - Monescu (wikt) - Monete (wikt) - Moni (wikt) - Monoran (wikt) - Monoranu (wikt) - Monorean (wikt) - Monoreanu (wikt) - Montaru (wikt) - Monțescu (wikt) - Monțiu (wikt) - Monu (wikt) - Monuș (wikt) - Mora (wikt) - Morafi (wikt) - Moraga (wikt) - Moraite (wikt) - Morancea (wikt) - Morândău (wikt) - Morar (wikt) - Morăraș (wikt) - Morărașu (wikt) - Morărean (wikt) - Morăreanu (wikt) - Morăreasa (wikt) - Morărescu (wikt) - Morăreț (wikt) - Morari (wikt) - Morarii (wikt) - Morăriș (wikt) - Morărița (wikt) - Morăriță (wikt) - Morariu (wikt) - Morarn (wikt) - Moraru (wikt) - Morărui (wikt) - Morarzi (wikt) - Morașanu (wikt) - Morati (wikt) - Moravschi (wikt) - Morcan (wikt) - Morcea (wikt) - Morceanu (wikt) - Morcoteț (wikt) - Morcov (wikt) - Morcovescu (wikt) - Mordonu (wikt) - More (wikt) - Morea (wikt) - Moreangă (wikt) - Moreanu (wikt) - Morega (wikt) - Morel (wikt) - Moren (wikt) - Morenciu (wikt) - Morenu (wikt) - Moretciu (wikt) - Morga (wikt) - Morgan (wikt) - Morghidan (wikt) - Morgoci (wikt) - Morgociu (wikt) - Morgoi (wikt) - Morgovan (wikt) - Morhan (wikt) - Mori (wikt) - Morianu (wikt) - Morică (wikt) - Morie (wikt) - Morilă (wikt) - Morindau (wikt) - Morîndău (wikt) - Morișcă (wikt) - Moriț (wikt) - Morjan (wikt) - Morlocan (wikt) - Morlova (wikt) - Morman (wikt) - Mormocea (wikt) - Mormoe (wikt) - Mormoloc (wikt) - Morna (wikt) - Mornăilă (wikt) - Mornea (wikt) - Mornoș (wikt) - Moro (wikt) - Moroacă (wikt) - Moroaică (wikt) - Moroar (wikt) - Moroca (wikt) - Morocăzam (wikt) - Morocăzan (wikt) - Morocoasă (wikt) - Morocoj (wikt) - Morocoș (wikt) - Morodan (wikt) - Moroe (wikt) - Moroeanu (wikt) - Morogan (wikt) - Moroi (wikt) - Moroianu (wikt) - Moroie (wikt) - Moroiță (wikt) - Moroiu (wikt) - Moromete (wikt) - Morometescu (wikt) - Moronescu (wikt) - Moronga (wikt) - Mororașu (wikt) - Moroșac (wikt) - Moroșan (wikt) - Moroșanu (wikt) - Moroșeanu (wikt) - Moroșteș (wikt) - Morovan (wikt) - Moroz (wikt) - Morozan (wikt) - Mortan (wikt) - Morteanu (wikt) - Morteci (wikt) - Mortocean (wikt) - Morțoiu (wikt) - Mortu (wikt) - Morțun (wikt) - Mortură (wikt) - Moru (wikt) - Moruga (wikt) - Moruianu (wikt) - Moruju (wikt) - Morun (wikt) - Moruș (wikt) - Morușca (wikt) - Morușcă (wikt) - Moruși (wikt) - Moruț (wikt) - Moruțan (wikt) - Moruz (wikt) - Moruzan (wikt) - Moruzi (wikt) - Moș (wikt) - Moșa (wikt) - Moșanu (wikt) - Moscal (wikt) - Moscaliu (wikt) - Moscaliuc (wikt) - Moșcaliuc (wikt) - Moscalu (wikt) - Moschovici (wikt) - Moscoliuc (wikt) - Moscoș (wikt) - Moscovici (wikt) - Moscu (wikt) - Moscuc (wikt) - Moșescu (wikt) - Moseșescu (wikt) - Moșia (wikt) - Moșică (wikt) - Mosicat (wikt) - Moșie (wikt) - Moșilă (wikt) - Moșin (wikt) - Moșină (wikt) - Moșincat (wikt) - Moșinoiu (wikt) - Moșiu (wikt) - Moșneag (wikt) - Moșneagu (wikt) - Moșneanu (wikt) - Moșneguțu (wikt) - Moșniagu (wikt) - Moșniță (wikt) - Moșoarcă (wikt) - Moșoarhă (wikt) - Moșoi (wikt) - Moșoia (wikt) - Moșoianu (wikt) - Moșoiu (wikt) - Mosor (wikt) - Mosoreanu (wikt) - Mosorescu (wikt) - Mosoriuc (wikt) - Mosoroceanu (wikt) - Mosorocianu (wikt) - Moșoț (wikt) - Moșteanu (wikt) - Moștenaru (wikt) - Moștenescu (wikt) - Moșteoru (wikt) - Moșteru (wikt) - Moști (wikt) - Moștioru (wikt) - Mostiș (wikt) - Moștoflei (wikt) - Mostoghiu (wikt) - Moșu (wikt) - Moșuleac (wikt) - Moșuleț (wikt) - Moșulică (wikt) - Moșuț (wikt) - Moșuțan (wikt) - Moșuțiu (wikt) - Moț (wikt) - Moța (wikt) - Moțăianu (wikt) - Motan (wikt) - Motănaș (wikt) - Motancea (wikt) - Motântău (wikt) - Moțaș (wikt) - Moțățăeanu (wikt) - Moțățăianu (wikt) - Moțățeanu (wikt) - Moțatu (wikt) - Moțău (wikt) - Motcă (wikt) - Moțca (wikt) - Moțcan (wikt) - Moțcanu (wikt) - Moțcu (wikt) - Moțea (wikt) - Moțeanu (wikt) - Moței (wikt) - Motelică (wikt) - Moțescu (wikt) - Moteț (wikt) - Motfai (wikt) - Motfolea (wikt) - Moți (wikt) - Motica (wikt) - Motică (wikt) - Moțica (wikt) - Moțică (wikt) - Motîntău (wikt) - Motîrlichie (wikt) - Motișan (wikt) - Moțiu (wikt) - Motoanga (wikt) - Moțoc (wikt) - Motoca (wikt) - Moțocan (wikt) - Motocu (wikt) - Moțoescu (wikt) - Motofelea (wikt) - Moțog (wikt) - Motogna (wikt) - Motoi (wikt) - Moțoi (wikt) - Moțoiu (wikt) - Motolea (wikt) - Motomancea (wikt) - Motora (wikt) - Motoran (wikt) - Motorga (wikt) - Motorgeanu (wikt) - Motoroga (wikt) - Motoroha (wikt) - Motoroiu (wikt) - Motorozescu (wikt) - Motoș (wikt) - Mototol (wikt) - Mototolea (wikt) - Moțou (wikt) - Motoveleț (wikt) - Motrăeanu (wikt) - Motrea (wikt) - Motreanu (wikt) - Motrescu (wikt) - Motricală (wikt) - Motrici (wikt) - Motroașă (wikt) - Motroc (wikt) - Motroceanu (wikt) - Motrogeanu (wikt) - Motronea (wikt) - Motrulică (wikt) - Motrun (wikt) - Motrună (wikt) - Motrură (wikt) - Moțu (wikt) - Moucha (wikt) - Movanu (wikt) - Movilă (wikt) - Movilaru (wikt) - Movileanu (wikt) - Movilianu (wikt) - Moza (wikt) - Mozăceanu (wikt) - Mozaș (wikt) - Moze (wikt) - Mozeș (wikt) - Mozescu (wikt) - Mozoș (wikt) | Mr - Mracici (wikt) - Mreană (wikt) - Mreanu (wikt) - Mrecea (wikt) - Mrejeriu (wikt) - Mrejeru (wikt) - Mrejuică (wikt) | Mu - Muarău (wikt) - Muariu (wikt) - Muc (wikt) - Muca (wikt) - Mucălău (wikt) - Mucea (wikt) - Muceanu (wikt) - Mucedu (wikt) - Mucenic (wikt) - Mucenicu (wikt) - Muche (wikt) - Muchenici (wikt) - Muci (wikt) - Mucică (wikt) - Mucichescu (wikt) - Mucileanu (wikt) - Mucilianu (wikt) - Mucioniu (wikt) - Muciulea (wikt) - Mucuță (wikt) - Mudava (wikt) - Mudăvoiu (wikt) - Mude (wikt) - Mudrea (wikt) - Mudur (wikt) - Mudura (wikt) - Mudure (wikt) - Mufturel (wikt) - Mugea (wikt) - Mugescu (wikt) - Mughiuruș (wikt) - Mugioiu (wikt) - Mugur (wikt) - Mugureanu (wikt) - Muha (wikt) - Muhă (wikt) - Muhoaia (wikt) - Muhu (wikt) - Muhuleț (wikt) - Muhuța (wikt) - Muia (wikt) - Muiangiu (wikt) - Muică (wikt) - Muj (wikt) - Muja (wikt) - Mujdaba (wikt) - Mujdar (wikt) - Mujdei (wikt) - Mujdoiu (wikt) - Mujea (wikt) - Mujescu (wikt) - Mujică (wikt) - Mujoiu (wikt) - Mulăescu (wikt) - Mulcuțan (wikt) - Mulea (wikt) - Muleș (wikt) - Mulițea (wikt) - Mulțescu (wikt) - Mumuianu (wikt) - Mumuleanu (wikt) - Mumulică (wikt) - Munateanu (wikt) - Muncaciu (wikt) - Muncan (wikt) - Muncean (wikt) - Munceanu (wikt) - Muncelean (wikt) - Munceleanu (wikt) - Munchiu (wikt) - Muncianu (wikt) - Muncilă (wikt) - Muncileanu (wikt) - Muncioiu (wikt) - Muncitu (wikt) - Muncuș (wikt) - Mundrean (wikt) - Mundruc (wikt) - Munea (wikt) - Munean (wikt) - Muneran (wikt) - Muneraș (wikt) - Munereanțu (wikt) - Muneșan (wikt) - Munge (wikt) - Mungilă (wikt) - Mungiu (wikt) - Munitraș (wikt) - Muntan (wikt) - Munte (wikt) - Muntea (wikt) - Muntean (wikt) - Munteanu (wikt) - Muntele (wikt) - Muntenaș (wikt) - Muntenașu (wikt) - Muntenescu (wikt) - Muntenița (wikt) - Munteniță (wikt) - Muntenuș (wikt) - Munteșan (wikt) - Munthiu (wikt) - Muntian (wikt) - Muntianu (wikt) - Muntinescu (wikt) - Muntiu (wikt) - Muntoiu (wikt) - Munuhar (wikt) - Mununar (wikt) - Mur (wikt) - Mura (wikt) - Mură (wikt) - Muradian (wikt) - Muradin (wikt) - Muradu (wikt) - Murăi (wikt) - Muranevici (wikt) - Murar (wikt) - Murărașu (wikt) - Murăreanu (wikt) - Murărescu (wikt) - Murăreț (wikt) - Murărețu (wikt) - Murari (wikt) - Murărița (wikt) - Murăriței (wikt) - Murariu (wikt) - Murăriu (wikt) - Muraru (wikt) - Murăruș (wikt) - Murăruși (wikt) - Murăș (wikt) - Murășan (wikt) - Murășanu (wikt) - Murat (wikt) - Murău (wikt) - Murdărea (wikt) - Murdășan (wikt) - Murdeală (wikt) - Murdelea (wikt) - Murdunescu (wikt) - Mure (wikt) - Murea (wikt) - Mureanu (wikt) - Mureș (wikt) - Mureșa (wikt) - Mureșan (wikt) - Mureșanca (wikt) - Mureșanu (wikt) - Mureșeanu (wikt) - Mureșel (wikt) - Mureșian (wikt) - Mureșianu (wikt) - Mureșică (wikt) - Murg (wikt) - Murga (wikt) - Murgan (wikt) - Murgășanu (wikt) - Murgea (wikt) - Murgeanu (wikt) - Murgescu (wikt) - Murgia (wikt) - Murgilă (wikt) - Murgiuc (wikt) - Murgoci (wikt) - Murgocia (wikt) - Murgoi (wikt) - Murgu (wikt) - Murgui (wikt) - Murgulescu (wikt) - Murguleț (wikt) - Murin (wikt) - Murineanu (wikt) - Muriș (wikt) - Murișanu (wikt) - Murja (wikt) - Murmurache (wikt) - Murțescu (wikt) - Muru (wikt) - Muruga (wikt) - Murugă (wikt) - Muruianu (wikt) - Murvoi (wikt) - Murza (wikt) - Murzea (wikt) - Mușa (wikt) - Mușac (wikt) - Musai (wikt) - Mușală (wikt) - Mușan (wikt) - Mușat (wikt) - Mușatescu (wikt) - Mușătoiu (wikt) - Muscă (wikt) - Muscaliță (wikt) - Muscaliu (wikt) - Muscaliuc (wikt) - Muscalu (wikt) - Muscan (wikt) - Muscaș (wikt) - Muscat (wikt) - Muscatu (wikt) - Musceleanu (wikt) - Muscelu (wikt) - Mușcheci (wikt) - Mușchei (wikt) - Muschici (wikt) - Muscoi (wikt) - Muscoiu (wikt) - Muscurel (wikt) - Muscurelu (wikt) - Muscurici (wikt) - Mușeat (wikt) - Muselin (wikt) - Mușescu (wikt) - Mușet (wikt) - Mușeț (wikt) - Museta (wikt) - Mușete (wikt) - Mușețeanu (wikt) - Mușetescu (wikt) - Mușețescu (wikt) - Mușetoiu (wikt) - Mușeu (wikt) - Musgoci (wikt) - Musgociu (wikt) - Muși (wikt) - Musicescu (wikt) - Mușină (wikt) - Mușinoi (wikt) - Mușinschi (wikt) - Mușlea (wikt) - Mușnețeanu (wikt) - Mușnoi (wikt) - Mușoaie (wikt) - Mușoi (wikt) - Mușoiu (wikt) - Mușta (wikt) - Mustăcilă (wikt) - Mustăcioară (wikt) - Mustăcioiu (wikt) - Mustăreață (wikt) - Mustăreț (wikt) - Mustață (wikt) - Mustățea (wikt) - Mustățoiu (wikt) - Muste (wikt) - Mustea (wikt) - Mușteanu (wikt) - Musteață (wikt) - Musteciosu (wikt) - Mustereț (wikt) - Musteți (wikt) - Muștia (wikt) - Mustiață (wikt) - Mustici (wikt) - Muștiuc (wikt) - Mustoiu (wikt) - Mușu (wikt) - Musulbaș (wikt) - Mușunoi (wikt) - Mușuroaia (wikt) - Mușuroi (wikt) - Mușuroia (wikt) - Mușuroiu (wikt) - Mușuțan (wikt) - Mut (wikt) - Mutașcu (wikt) - Mutea (wikt) - Muțeanu (wikt) - Muțescu (wikt) - Mutiș (wikt) - Muțiu (wikt) - Muțoi (wikt) - Mutrescu (wikt) - Mutruc (wikt) - Mutu (wikt) - Mutulescu (wikt) - Mutuligă (wikt) - Muza (wikt) - Muzgoci (wikt) - Muzicaș (wikt) - Muzicescu (wikt) - Muzurcă (wikt) |